# 패배 히로인이 너무 많아!
《패배 히로인이 너무 많아!》(일본어: 負けヒロインが多すぎる！ 마케 히로인가 오스기루[*])는 아마모리 타키비가 글을 쓰고 이미기무루가 그림을 그린 일본의 라이트 노벨이다. 가가가 문고(쇼가쿠칸)에서 2021년 7월부터 간생되고 있다. 약칭은 마케인(マケイン). 제15회 쇼가쿠칸 라이트 노벨 대상 가가가상 수상작이다. 수상시의 제목은 《나는 혹시, 최종화에서 패배 히로인 옆에 있는 갑툭튀한 모브 캐릭인 걸까》(俺はひょっとして、最終話で負けヒロインの横にいるポッと出のモブキャラなのだろうか).
이타치가 그린 만화 각색판은 2022년 4월에 쇼가쿠칸의 망가원에서 연재를 시작했다. 같은 해 5월부터 우라 선데이에서도 연재된다.

## 줄거리
자칭 '배경 캐릭터'인 주인공 누쿠미즈 카즈히코는, 어느 날 우연히 반의 인기 여자인 야나미 안나가 동급생으로 소꿉친구 남학생에게 차이고 있는 현장을 목격해 버린다. 그 이후, 카즈히코는 안나를 포함한 다수의 패배 히로인들과 관련되어 가게 된다.

## 등장인물
성우는 오디오북판/텔레비전 애니메이션판의 성우. 성우가 1명 적혀있을 경우 텔레비전 애니메이션판의 성우.

### 츠와부키 고등학교

#### 문예부
누쿠미즈 카즈히코(温水和彦)
성우 - 우자와 쇼타로/우메다 슈이치로
본작의 주인공으로 고등학교 1학년의 남학생. 친구는 없고, 달관한 성격을 하고 있다. 라이트 노벨을 좋아하는 오타쿠이기도 하다.
야나미 안나(八奈見杏菜)
성우 - 혼이즈미 리나/토노 히카루
본작의 패배 히로인 중 한 명. 카즈히코의 클래스메이트이며, 외모가 좋기 때문에 반에서도 인기가 있다.
야키시오 레몬(焼塩檸檬)
성우 - 야마이치 마키/와카야마 시온
본작의 패배 히로인 중 한 명. 카즈히코의 클래스메이트이고 육상부의 에이스이며, 성격도 밝고 외모도 좋기 때문에 반에서도 인기가 있다.
코마리 치카(小鞠知花)
성우 - 시바타 메이/테라사와 모모카
본작의 패배 히로인 중 한 명. 카즈히코의 동급생이자 문예부원이며, 극도의 낯가림으로 인해 타인과 대화를 하는 것은 서투르다.
타마키 신타로(玉木慎太郎)
성우 - 코노에 슈마/코바야시 유스케
문예부 부장을 맡은 고등학교 3학년. 코토와는 소꿉친구이다. 잘 생기고 키가 크다.
츠키노키 코토(月之木古都)
성우 - 와타나베 케아키/타네자키 아츠미
문예부 부부장을 맡은 고등학교 3학년. 신타로와는 소꿉친구이다. 시험의 성적은 나쁘다.

#### 학생회
호코바루 히바리(放虎原ひばり)
성우 - 나나미 히로키
학생회장을 맡고 있는 고등학교 2학년. 키가 크고, 박력이 있는 한편, 실은 천연적인 것은 아닐까 카즈히코는 의심하고 있다.
바소리 티아라(馬剃天愛星)
성우 - 모로호시 스미레
학생회 부회장을 맡고 있는 고등학교 1학년. 학생회 임원임에도 불구하고 시험 성적이 나쁘다는 것을 걱정한다.
시키야 유메코(志喜屋夢子)
성우 - 시라타 치히로/안자이 치카
학생회 서기를 맡고 있는 고등학교 2학년생. 화려한 외형을 한 갸루지만, 그 외형에 반하여 텐션은 낮다. 또 시험 성적도 우수하다.
사쿠라이 히로토(桜井弘人)
학생회 회계를 담당한 고등학교 1학년생. 몸집이 작고 중성적이며 단정한 용모를 하고 있다. 히바리와는 사촌관계이며 '히바 누나'라고 부르고 있다.

#### 그 외의 학교 관계자
아야노 미츠키(綾野光希)
성우 - 코바야시 치아키
카즈히코의 동급생. 카즈히코와는 출신 중학교가 같고 학원도 같이 다녔지만 친구 사이는 아니다. 또한, 레몬과는 초등학교 시절부터 알고 지냈다.
아사구모 치하야(朝雲千早)
성우 - 우에다 레이나
카즈히코의 동급생. 일찍이 카즈히코와 같은 학원에 다니고 있으며, 용모가 좋은 데다가 성적이 우수하여 학원내에서는 유명했다.
하카마타 소스케(袴田草介)
성우 - 야마우치 타이라/오사카 료타
카즈히코의 클래스메이트로, 안나와는 소꿉친구이기도 하다. 잘생기고 성격도 밝고, 반에서는 눈에 띄는 존재이다.
히메미야 카렌(姫宮華恋)
성우 - 와키 아즈미
카즈히코의 클래스메이트. 용모가 좋은 데다가 가슴도 크고, 카즈히코는 카렌을 '정히로인감이 가득한 미소녀'라고 말했다.
아마나츠 코나미(甘夏古奈美)
성우 - 이고마 유리에/우에사카 스미레
카즈히코의 반의 담임교사. 자주 수업시간을 착각하거나 교재를 잊어버리거나 하고 있어 카즈히코에게 '굉장히 보살핌을 받는 사람'이라고 인식되고 있다.
코누키 사요(小抜小夜)
성우 - 카마사와 키리/사이토 치와
양호교사. 코나미와는 전에 동급생이었다.

### 모모조노 중학교
누쿠미즈 카쥬(温水佳樹)
성우 - 시라타 치히로/타나카 미나미
카즈히코의 2살 아래의 여동생. 외모는 좋고, 학교에서는 학생회에도 소속되어 있다. 오빠 카즈히코에 어쨌든 궁금한 성격을 하고 있어, 그에게 친구가 생기지 않는 것을 매우 걱정하고 있다.
곤도 아사미(権藤アサミ)
성우 - 세키네 아키라
카쥬의 동급생에서 가장 친한 친구. 나이에 비해 키가 크고 어른스럽다.

## 서지 정보
- 아마모리 타키비(저)/이미기무루(일러스트) 쇼가쿠칸 〈가가가 문고〉
  1. 2021년 7월 26일 초판 제1쇄 발행(7월 21일 발매[10]), ISBN 978-4-09-453017-9
  2. 2021년 11월 23일 초판 제1쇄 발행(11월 18일 발매[11]), ISBN 978-4-09-453041-4
  3. 2022년 4월 24일 초판 제1쇄 발행(4월 19일 발매[12]), ISBN 978-4-09-453064-3
  4. 2022년 10월 23일 초판 제1쇄 발행(10월 18일 발매[13]), ISBN 978-4-09-453094-0
  5. 2023년 3월 22일 초판 제1쇄 발행(3월 17일 발매[14]), ISBN 978-4-09-453118-3
  6. 2023년 12월 23일 초판 제1쇄 발행(12월 18일 발매[15]), ISBN 978-4-09-453164-0

## TV 애니메이션
2023년 12월에 텔레비전 애니메이션화가 발표되었다. 2024년 7월부터 9월까지 TOKYO MX 등에서 방송되었다. 원작 소설의 담당 편집자 이와아사 켄타로는 제1권 간행 전의 시점에서 텔레비전 애니메이션화의 이야기가 있었던 것을 밝히고 있다.

### 스태프
- 원작 - 아마모리 타키비
- 캐릭터 원안 - 이미기무루
- 감독 - 키타무라 쇼타로
- 시리즈 구성 - 요코타니 마사히로
- 캐릭터 디자인 - 카와카미 테츠야
- 서브 캐릭터 디자인 - 사이토 유우
- 메인 애니메이터 - 미우라 타쿠미츠, 타케다 아카네, 히라시마 미라이
- 비주얼 보드 - 오오타니 아오이, 아리하라 케이고
- 프롭 디자인 - 키도 타카유키
- 색채 설계 - 무라카미 아야카
- 미술 설정 - 히라미네 미키야
- 미술 감독 - 하타케야마 유키
- 3D 감독 - 쿠리바야시 히로키
- 촬영 감독 - 미야와키 요헤이
- 편집 - 히로세 키요시
- 음향 감독 - 요시다 코헤이
- 음향 효과 - 하세가와 타쿠야
- 음악 - 우타타네 카나
- 음악 제작 - 애니플렉스
- 음악 프로듀서 - 야마노우치 마사히루
- 프로듀서 - 진구지 마나부, 이노우에 메구미, 오오와다 토모유키, 나가미네 리에코
- 애니메이션 프로듀서 - 키쿠치 유이치로
- 애니메이션 제작 - A-1 Pictures
- 제작 - 패로인 응원위원회(애니플렉스, BS11, TOKYO MX, 요미우리 TV, 굿 스마일 컴퍼니, 콘텐츠 시드, JR 도카이 에이전시)

### 주제가
엔딩 테마는 '패로인 응원! 커버송 시리즈'라고 제목을 붙여, 본작의 히로인에 의한 커버 악곡이 사용된다.
강한 척하는 girl feat. 못사(네크라이토키)(つよがるガール feat. もっさ（ネクライトーキー）)
봇치보로마루에 의한 오프닝 테마. / 작사·작곡·편곡 - 봇치보로마루
LOVE 2000
야나미 안나(토노 히카루)에 의한 엔딩 테마. / 작사 - hitomi / 작곡 - 카마타 마사토 / 편곡 - 무라타 유이치
CRAZY FOR YOU
야키시오 레몬(와카야마 시온)에 의한 엔딩 테마. / 작사·작곡 - 이소가이 사이먼 / 편곡 - 무라타 유이치
feel my soul
코마리 치카(테라사와 모모카)에 의한 엔딩 테마. / 작사·작곡 - YUI / 편곡 - 무라타 유이치

### 에피소드 목록
| 화수   | 제목 | 그림 콘티                     | 연출                            | 작화 감독 | 총작화 감독     | 방송일          |
| ------ | --- | ----------------------------- | ------------------------------- | --- | --------------- | --------------- |
| 제1화  | プロ幼馴染み八奈見杏菜の負けっぷり 프로 소꿉친구 야나미 안나의 패배 방식                                                                               | 키타무라 쇼타로               | 키타무라 쇼타로                 | 카와카미 테츠야 | -               | 2024년 7월 14일 |
| 제2화  | 約束された敗北を君に 약속된 패배를 너에게 | 키타무라 쇼타로               | 와타나베 유키                   | 사이토 준이치 야코 히로시                                                                                          | 카와카미 테츠야 | 7월 21일        |
| 제3화  | 戦う前から負けている 싸우기 전에 패배했다 | 우시지마 신이치로             | 유키히로 코마오                 | 고다 히로아키 | -               | 7월 28일        |
| 제4화  | 負けヒロインを覗く時、 負けヒロインもまたあなたを覗いているのだ 패배 히로인을 들여다볼 때 패배 히로인도 역시 당신을 들여다본다                         | 키타무라 쇼타로               | 토비타 츠요시                   | 타케다 아카네 미우라 타쿠미츠                                                                                      | 카와카미 테츠야 | 8월 4일         |
| 제5화  | 朝雲千早は惑わせる 아사구모 치하야는 헷갈리게 한다 | 오하라 마사카즈               | 코노 아야코                     | 타키야마 마사아키 아이네 코우 모기 신이치                                                                          | 카와카미 테츠야 | 8월 11일        |
| 제6화  | 振られたことのない者だけが、 負けヒロインに石を投げなさい 차인 적 없는 사람만이 패배 히로인에게 돌을 던져라                                            | 와타나베 유키 나카니시 모토키 | 와타나베 유키 아메가에루        | 요시다 와카코 야마자키 코헤이 시게쿠니 히로코 스즈키 리사 이와사키 레이나 이시카와 토모미                          | 카와카미 테츠야 | 8월 18일        |
| 제7화  | ハッピーエンドの向こう側 해피 엔딩의 애프터 | 키타무라 쇼타로               | 시미즈 타케히로                 | 야마자키 코헤이 스루키 사오리 시요키 코지                                                                          | 카와카미 테츠야 | 8월 25일        |
| 제8화  | おこまりでしたらコンサルに 곤란하실 땐 컨설턴트에게 | 토마리 코키                   | 토마리 코키                     | 사이토 준이치 야코 히로시 스루키 사오리                                                                            | 카와카미 테츠야 | 9월 1일         |
| 제9화  | 先生は天井の染みかなんかだと思って、 続きをどうぞ 선생님은 천장의 얼룩이라 생각하고 계속해 주시죠                                                      | 오이카와 케이                 | 유키히로 코마오                 | 하리바 유코 야마자키 코헤이 니이 마나부                                                                            | 카와카미 테츠야 | 9월 8일         |
| 제10화 | さようならには早すぎる 헤어지기엔 너무 이르다 | 무라카미 타츠야               | 토비타 츠요시                   | 이와사키 레이나 하시구치 하야토 코바야시 마리나 요시다 와카코                                                      | 야마모토 유미코 | 9월 15일        |
| 제11화 | 結果責任についての話をしようか 무과실책임에 대해 이야기해 볼까?                                                                                        | 키타무라 쇼타로               | 무라세 키이치로 카와기시 카즈키 | 미우라 타쿠미츠 타케다 아카네 스루키 사오리 니이 마나부                                                            | 카와카미 테츠야 | 9월 22일        |
| 최종화 | 俺はひょっとして、 最終話で負けヒロインの横にいる ポッと出のモブキャラなのだろうか 어쩌면 난 마지막화에서 패배 히로인 곁에 있는 애송이 단역 캐릭터인가 | 스도 아키히토                 | 스도 아키히토 키타무라 쇼타로   | 사이토 유우 시요키 코지 스즈키 리사 고다 히로아키 주하오란 야코 히로시 오오쿠보 코타로 하리바 유코 이시카와 토모미 | 카와카미 테츠야 | 9월 29일        |

## 같이 보기
- 이 미술부에는 문제가 있다! - 이미기무루가 쓰고 그린 만화.
- 리코리스 리코일 - 이미기무루가 캐릭터 디자인을 하고 A-1 Pictures가 제작한 애니메이션.
- 나는 친구가 적다 - 이타치가 만화로 각색한 라이트 노벨.
- Project Engage